# مرکز تحقیقات مراقبت‌های پرستاری دانشگاه علوم پزشکی ایران
مرکز تحقیقات مراقبت‌های پرستاری و مامایی (Nursing and Midwifery Care Research Center) اولین مرکز پژوهشهای پرستاری در ایران است، که در سال ۱۳۸۶ موافقت اصولی از شورای گسترش دانشگاه‌های علوم پزشکی را دریافت کرد. این مرکز با نام مرکز مراقبت‌های پرستاری و مامایی دانشگاه علوم پزشکی ایران در سال ۱۳۸۰ شروع به کار کرد. در سال ۱۳۸۹ با ادغام دانشگاه علوم پزشکی ایران به دانشگاه علوم پزشکی تهران، مرکز تحقیقات مراقبت‌های پرستاری نیز به دانشگاه علوم پزشکی تهران ملحق گردید و در سال ۱۳۹۲ با انفکاک این دو دانشگاه، مرکز تحقیقات مجدداً زیر مجموعه دانشگاه علوم پزشکی ایران شد. همچنین این مرکز اولین مرکز تحقیقات پرستاری کشور است که موفق به پذیرش دانشجوی دکترای تخصصی پژوهشی گردید. اولین دانشجوی این مرکز در سال ۱۳۹۰ پذیرفته شد. مرکز تحقیقات مراقبت‌های پرستاری در فروردین ماه ۱۳۹۳ موفق به دریافت موافقت قطعی از شورای گسترش دانشگاه‌های علوم پزشکی گردید.  در سال 1400 در ارزشیابی مراکز تحقیقاتی زیرمجموعه وزارت بهداشت درمان و آموزش پزشکی این مرکز رتبه نخست را در بین مراز تحقیقاتی پرستاری و مامایی کسب کرد.در سال 1402 این مرکز با الحاق به سه مرکز تحقیقات مدیریت  و اقتصاد سلامت، مدیریت بیمارستانی و مدیریت اورژانس، پژوهشکده مدیریت سلامت را تشکیل دادند. 
```
 در تاریخ اول فوریه ۲۰۱۴ مرکز تحقیقات مراقبت‌های پرستاری وابسته به 
دانشگاه علوم پزشکی ایران
، در پایگاه اطلاعات مراکز همکاری 
سازمان جهانی بهداشت
، به عنوان مرکز همکار 
WHO
 جهت آموزش و پژوهش در پرستاری و مامایی، در سطح منطقه 
مدیترانه
 شرقی ثبت شد.بعداز چهار سال توقف همکاری، مجددا از تاریخ 27 اکتبر 2023 بعنوان همکار سازمان بهداشت جهانی تاییدشد.  .
[
۱
]
```

## اعضای هیئت مؤسس
1. سیده فاطمه حق دوست اسکویی[۲]
2. فروغ رفیعی
3. افتخارالسادات حاجی کاظمی
4. صغری نیکپور
5. رخشنده محمدی
6. فرنگیس شاهپوریان
7. حمید رضا برادران

## چشم‌انداز
دورنمای ده ساله مرکز عبارت است از: شناخته شدن به عنوان یک مرکز تخصصی در زمینه‌های پژوهشی پیش‌بینی شده در سطح کشور، ابداع کننده روش‌های جدید مراقبتی در سطح کشور، قطب آموزش روش‌های تحقیق در کشور، مرکز تحقیقاتی برتر از نظر مقالات منتشر شده در مطبوعات داخلی و بین‌المللی، کسب برترین رتبه در امر تحقیقات مشترک در سطح ملی و منطقه‌ای و جهانی، موفقیت مرکز در امر ارتقا سلامت جامعه.

## انتقال دانش
در مرکز تحقیقات مراقبت‌های پرستاری  و مامایی سعی می‌شود طبق ابزار «خودارزیابی ترجمه دانش ویژه سازمان‌های پژوهشی» راهکارهای مناسب به منظور انتقال دانش اجرا گردد. در مرکز تحقیقات مراقبت‌های پرستاری و مامایی، اطلاعات مربوط به «ترجمان دانش این مرکز»، از طریق بخش‌های مختلف سایت مرکز در اختیار علاقه‌مندان و ذی نفعان قرار می‌گیرد. همچنین مطالعه مروری منظم (systematic review) یا فعالیت‌های تولید راهنماهای بالینی (guide lines) در اولویت‌های پژوهش مرکز قرار دارد. برای انتشار نتایج مربوط به استفاده‌کنندگان از پژوهش (غیر از انتشار در مجلات علمی پژوهشی یا شرکت در کنگره‌ها) بودجه مجزا در نظر گرفته می‌شود. همچنین به منظور برقراری زمینه‌های مناسب جهت اجرای پژوهش‌های مرتبط، این مرکز با استفاده‌کنندگان از نتایج پژوهش (مدیران و سیاست گذاران)، ارتباط‌های مؤثر برقرار می‌نماید.

## نشریه پرستاری ایران
این نشریه در سال ۱۳۶۶ در دانشکده پرستاری و مامایی دانشگاه علوم پزشکی ایران با کسب مجوز از وزارت ارشاد منتشر شد و در چهارم شهریور ماه ۱۳۸۵ به عنوان اولین مجله پرستاری از کمیسیون نشریات علوم پزشکی کشور موفق به اخذ رتبه علمی – پژوهشی گردید. مدیر مسئول آن سیده فاطمه حق‌دوست اسکویی و سردبیر آن فروغ رفیعی بودند. مقاله‌های این مجله در سایت بین‌المللی CINAHL و همچنین در سایت‌های STDB ,ISC ,MAGIRAN ,IRANMEDEX ,SID, INDEX COPERNICUS نمایه می‌گردد.